# 佐竹晴記
佐竹 晴記（さたけ はるき、1896年〈明治29年〉9月6日 - 1962年〈昭和37年〉4月24日）は、日本の政治家、弁護士。社会民衆党、社会革新党、民主社会党に属し、片山内閣では司法政務次官を務めた。

## 来歴・人物
高知県高岡郡窪川町（現在の四万十町）に生まれる。窪川高等小学校を卒業後、窪川郵便局員、大連航路汽船の三等油差しなどに従事する。その後上京し、中央大学法科に学び弁護士試験に合格。24歳で弁護士として東京で開業したが、1923年（大正12年）、関東大震災のため高知市に帰り北奉公人町（現在の高知市上町）で再度開業した。
1929年（昭和4年）社会民衆党高知支部を結成および支部長となる。同年と1933年（昭和8年）に高知市会議員に当選した。1935年（昭和10年）10月、高知県会議員に当選。しかし、その後当選無効となった。1936年（昭和11年）の第19回衆議院議員総選挙で初当選を果たし、これを含め累計7回当選した。第二次世界大戦後には日本社会党に属し1947年（昭和22年）の片山内閣では司法政務次官を務めていた。その後、1948年（昭和23年）、平野力三派が同党を離脱して結成した社会革新党に参加し書記長に就任。第2次吉田内閣組閣時には入閣の話もあったが、最終的には辞退した。その後右派社会党を経て社会党に復帰するが、1960年（昭和35年）には民主社会党結成に参加、高知県支部長となる。
また、弁護士としても弘岡小作争議など、弘岡高岡地区の農民争議の犠牲者救済のため活躍した。
1962年4月24日、高知市の自邸で死去した。65歳没。翌25日、特旨を以て位記を追賜され、死没日付で正四位勲二等に叙され、旭日重光章を追贈された。